# 長野労働局
長野労働局（ながのろうどうきょく）は、長野県長野市にある日本の都道府県労働局で、長野県を管轄している。

## 所在地
- 本局 長野県長野市中御所一丁目22-1

2004年3月8日 - 長野市旭町1108 長野第1合同庁舎から移転。

## 組織
局長
- 総務部
  - 総務課、企画室、労働保険徴収室
- 労働基準部
  - 監督課、健康安全課、賃金室、労災補償課
- 職業安定部
  - 職業安定課、需給調整事業室、職業対策課、求職者支援室
- 雇用均等室

## 出先機関
- 労働基準監督署（9署）
  - 長野労働基準監督署（長野市）
  - 松本労働基準監督署（松本市）
  - 岡谷労働基準監督署（岡谷市）
  - 上田労働基準監督署（上田市）
  - 飯田労働基準監督署（飯田市）
  - 中野労働基準監督署（中野市）
  - 小諸労働基準監督署（小諸市）
  - 伊那労働基準監督署（伊那市）
  - 大町労働基準監督署（大町市）

- 公共職業安定所（ハローワーク、12所2出張所）
  - 長野公共職業安定所（長野市）
  - 松本公共職業安定所（松本市）
  - 上田公共職業安定所（上田市）
  - 飯田公共職業安定所（飯田市）
  - 伊那公共職業安定所（伊那市）
  - 篠ノ井公共職業安定所（長野市）
  - 飯山公共職業安定所（飯山市）
  - 木曽福島公共職業安定所（木曽郡木曽町）
  - 佐久公共職業安定所（佐久市）
    - 小諸出張所（小諸市）

  - 大町公共職業安定所（大町市）
  - 須坂公共職業安定所（須坂市）
  - 諏訪公共職業安定所（諏訪市）
    - 岡谷出張所（岡谷市）

## 管轄
- 長野県全域